# Тургенський сільський округ (Аршалинський район)
Турге́нський сільський округ (каз. Түрген ауылдық округі, рос. Тургенський сельский округ) — адміністративна одиниця у складі Аршалинського району Акмолинської області Казахстану. Адміністративний центр — село Турген.
Населення — 879 осіб (2021; 1009 у 2009, 1428 у 1999, 1741 у 1989).
Станом на 1989 рік існувала Красноозерська сільська рада (села Красне Озеро, Родники, Тургенєвка), з 1993 року — Красноозерний сільський округ, з 2007 року має сучасну назву.

## Склад
До складу округу входять такі населені пункти:
| Населений пункт    | Колишні назви | Населення, осіб (1989) | Населення, осіб (1999) | Населення, осіб (2009) | Населення, осіб (2021) |
| ------------------ | ------------- | ---------------------- | ---------------------- | ---------------------- | ---------------------- |
| Красне Озеро, село | -             | 242                    | 232                    | 107                    | 115                    |
| Родники, село      | -             | 323                    | 215                    | 69                     | 51                     |
| Турген, село       | Тургенєвка    | 1176                   | 981                    | 833                    | 713                    |